# Электоральная автократия
Электоральная автократия (также избирательная или выборная) — гибридный режим, в котором демократические институты являются имитационными, и власть придерживается авторитарных методов управления. В этих режимах проводятся регулярные выборы, но их обвиняют в неспособности достичь демократических стандартов свободы и справедливости.

## Избирательные автократии по всему миру

### Венгрия при правительстве Орбана

Глобальные политические режимы, 2023 г.

В сентябре 2022 года Европейский парламент принял резолюцию о том, что из-за «краха демократии, верховенства закона и основных прав в Венгрии» страна превратилась в «гибридный режим выборной автократии».

### Индия при правительстве Моди
В 2021 году шведский политический исследовательский институт «Разновидности демократии» (V-Dem) понизил рейтинг Индии с несовершенной демократии до электоральной автократии, сославшись на предполагаемый рост националистической риторики и сокращение свободы слова при правительстве Бхаратия джаната парти (БДП) и её премьер-министра Нарендры Моди. Базирующаяся в США организация Freedom House также понизила рейтинг Индии со свободной демократии до «частично свободной демократии». В том же году Институт демократии и содействия выборам классифицировал Индию как отступающую демократию, сославшись на схожие причины. По данным The Guardian, индийское правительство отклонило эти сообщения, заявив, что самопровозглашённые люди не могут быть хранителями демократии в Индии, но выразило обеспокоенность по поводу репутационного ущерба, нанесённого стране этими сообщениями.

## Грузия при правительстве Кобахидзе
Согласно исследованиям независимого института V-Dem в 2024 год Грузия стала электоральной автократией.